# Pražské tajemství
Pražské tajemství (polsky: Pan Samochodzik i praskie tajemnice) je československo-polský film z roku 1988 režírovaný Kazimierzem Tarnasem.

## Děj
Polský amatérský detektiv pan Tomasz, přezdívaný podle jeho vynálezu pan Auťák, pátrá po zločincích usilujících odhalit tajemství démantového Stolu příměří. Pátrá především v Krakově a v Praze. V pátrání mu pomáhá jeho auto, které dokáže jezdit samo, proměnit se v loďku nebo létající talíř, případně zaplatit pokutu. S pomocí jeho přátel se panu Tomaszovi podaří najít ukradený obraz, který slouží jako mapa vstupu do pražského podzemí

## Obsazení
| Marek Wysocki           | pan Tomasz                       |
| Libuše Kaprálová        | Ludmila                          |
| Jana Nagyová            | Helena [nadabovala Ljuba Krbová] |
| Otakar Brousek mladší   | Škvarek                          |
| Leon Niemczyk           | Smith                            |
| Dan Krameš              | Bláha                            |
| Jan Skopeček            | Rabbi Löw                        |
| Jadwiga Chojnacka       |                                  |
| Karel Houska            |                                  |
| Jiří Strach             |                                  |
| Ludwik Benoit           |                                  |
| Krzysztof Fus           |                                  |
| Andrzej Kozak           |                                  |
| Juliusz Lubicz-Lisowski |                                  |
| Mariusz Saniternik      |                                  |
| Sasza Depczynski        |                                  |
| Slawomir Krajewski      |                                  |
| Jiri Miksicek           |                                  |
| Tomasz Podolak          |                                  |
| Marcin Zycinski         |                                  |